# Ben (Mayateken)
Ben betekent Rode Hemelwandelaar. Ben is een van de 20 Mayatekens van de Tzolkin-kalender.
Ben is de goddelijke boodschapper van het licht en brengt anderen het vermogen om door tijd en ruimte te reizen. Dit Maya-teken leeft via zijn emoties en kan paranormaal begaafd zijn. Verder schept hij nieuwe ideeën en intenties.